# Pascal Esho Warda
Pascal Esho Warda, född 1961, var minister för invandring och flyktingar i den irakiska interimsregeringen under början av 2005. Hon är kaldeisk-katolsk och en etnisk assyrier. Hon föddes i staden Dahuk, i norra Irak, men bodde sedan i exil i Frankrike.